# 中本博皓
中本博皓（なかもと ひろつぐ、1934年5月1日- ）は、日本の農業経済学者、大東文化大学名誉教授。
東洋大学経済学部卒、1965年東京農業大学大学院農学研究科博士後期課程修了。農学博士。上武大学教授、大東文化大学教授。2003年定年、名誉教授。

## 著書
- 『現代日本精糖業の発展と分析 とくに名古屋精糖の研究』新生社　1965
- 『要説・ケインズ理論入門』税務経理協会　1968
- 『企業分析の統計的方法』六芸書房 1969
- 『情報に克つライセンス 統計と確率への招待』財経詳報社 1970
- 『数値例による近代経済学基礎演習』税務経理協会 1973
- 『経済学の基礎 ケインズ体系への接近 第4版』税務経理協会 1975
- 『体系近代経済学問題演習』税務経理協会 1976
- 『現代産業経済論の展開 その学論的体系化へのアプローチ』税務経理協会 1978
- 『現代の経済と経済学 今、何が求められているのか 経済学ゼミナール/会計士二次試験』税務経理協会 1988
- 『現代の経済とミクロ経済学』税務経理協会 1989
- 『現代の消費経済と消費者行動』税務経理協会 1995
- 『マクロ経済学入門 理論と演習』税務経理協会 1995
- 『数値例によるミクロ経済学基礎演習』税務経理協会 1996
- 『数値例によるマクロ経済学基礎演習』税務経理協会 1997
- 『グローバル化時代を迎えた日本経済と外国人労働者政策 現状と課題』税務経理協会 2001

### 共編著
- 『キリンビール』現代企業研究会(中本博皓執筆） 明治書院 1962

- 『現代経済学 その理論と政策』片平光昭,千葉康弘共著 税務経理協会 1975
- 『現代経済学の解明と演習 数値例による近代理論への段階的アプローチ』石橋春男共著 富士書房 1980
- 『演習経済学双書 3　経済原論 マクロ篇』石橋春男共著 法学書院 1981
- 『現代経済変動論』石橋春男共著 高文堂出版社 経済学全書 1981
- 『現代経済学総論』千葉康弘,片平光昭,岡村宗二共著 税務経理協会 1990
- 『現代日本経済の課題』編著 税務経理協会 2000
- 『移民政策へのアプローチ ライフサイクルと多文化共生』川村千鶴子,近藤敦共編著 明石書店 2009

### 翻訳
- ルパート・ペナント=レア, クリーブ・クローク『エコノミストエコノミクス』上遠野武司共訳 同文館出版 1990
- R.D.ブレア, L.W.ケニー『現代ミクロエコノミックス』監訳 多賀出版 1990

## 論文
- 「トンガ王国の人口に関する若干の研究」・『環境創造』、2003年2月
- 「トゥヴァルの人口と経済に関するノート－Fongafale(funafuti)島の場合ー・『環境創造』、2005年2月
- 「台湾の外国籍労働者の受け入れについてーその背景と課題ー」・『環境創造』、2008年3月
- 「トンガ王国の人口移動に関するノート」・『環境創造』、2010年2月
- 「フィジーの『日本人契約移民』失敗の考察」・『環境創造』、2013年3月